# 竹田謙
竹田 謙（たけだ けん、1978年10月5日 - ）は、神奈川県川崎市高津区出身のバスケットボール選手である。ポジションはガード/フォワード。身長188cm、体重80kg。AB型。左利き。
現在は横浜ビー・コルセアーズのアドバイザーと青山学院大学男子バスケットボール部のHCを務める。

## 来歴
國學院久我山高校、青山学院大学を経て、東京海上日動火災保険に入社。日本リーグのバスケットボール部に所属し、ルーキーながら全14試合に先発出場し、221得点を記録。
2002年に新潟アルビレックスBBへ移籍。引き続き主力として活躍。
2005年、新たに発足された福岡レッドファルコンズへ移籍するが、シーズン途中で解散したため、松下電器へ移籍。
2008年、リンク栃木ブレックスへ移籍。
2014年、現役引退。
2015年、Wリーグのデンソーアイリスのコーチに就任。2016年退団、同年横浜ビー・コルセアーズで現役復帰。
2020-21シーズンを持って2度目の現役引退。同時に横浜ビー・コルセアーズのゼネラルマネージャーへの就任が発表された（植田哲也の後任）。

### 日本代表
2006年には世界選手権に出場する日本代表候補に選ばれたが、最終メンバーからは漏れた。
2009年6月8日、東アジアバスケットボール選手権大会日本代表メンバーに選出。背番号は12。
10日、チャイニーズ・タイペイ戦で日本代表デビュー。出場時間3分14秒、0得点、1ファウル。試合は78-66で日本勝利。
11日、モンゴル戦に出場し、記念すべき日本代表初得点を記録。出場時間18分00秒、7得点(3P×1/2P×2)、4アシスト、2リバウンド、3ファール。試合は109-65で日本勝利。
この勝利により、予選ラウンド・グループBの首位通過を決め、決勝トーナメント準決勝へ進出。
13日、アジア選手権出場が賭かった大一番、中国戦に出場。出場時間5分24秒、0得点。試合は日本が接戦を制し、68-63で勝利。
14日、決勝戦の韓国戦に出場。出場時間3分50秒 2得点、2ファウル。試合は58-68で日本惜敗。準優勝に終わる。
2010年アジア競技大会にも出場。3位決定戦でイランに敗れメダル獲得ならず。

## 経歴
- 國學院久我山 - 青山学院大 - 東京海上日動 - 新潟アルビレックスBB - 福岡レッドファルコンズ - パナソニックトライアンズ - リンク栃木ブレックス - (引退) - デンソーアイリス(コーチ) - 横浜ビー・コルセアーズ

## 人物

### バスケットボール選手としての特徴
- 持ち前のスピードを生かしたアグレッシブなプレーと、シューターで有りながらディフェンスの読みも良い、インサイド、アウトサイドの両方で安定した力を発揮するなど、ユーティリティープレーヤーとして評価されている[4]。

### その他
- 2014年に一度引退したにも拘わらず、2016年に現役復帰した理由について、一年間デンソー女子チームコーチとして選手に接する中で、女子選手の一つ一つの練習に徹底的に取り組む姿勢を見るにつれ、世界レベルで活躍する女子バスケと、男子との違いを感じ、自分にもまだできる事があるのでないかと考え始めたことがきっかけだったと語っている[5]。
- 2020年に北海道の折茂武彦が引退したことで、2020-21シーズンは竹田がB1リーグ最年長選手になった。

- 横浜ビー・コルセアーズの選手紹介

2016-17 ｢確かな技術と重ねたキャリア　不屈の闘志で戦う竹田｣
2017-18 ｢百戦錬磨のツワモノ　静かな背中がく～ッたまらん　Ｎｏ．２５　タケダ　ケ～ン｣
2018-19 ｢かゆいところに手が届く　ため息出るよな仕事のできばえ　No.25 竹田謙｣
2019-20 ｢どんな時にもタケダケン　千代に八千代にタケダケン！　No.25 竹田謙｣
2020-21 ｢今も昔も野山にまじりて　よろづのことに竹田謙 ｣

## ギャラリー

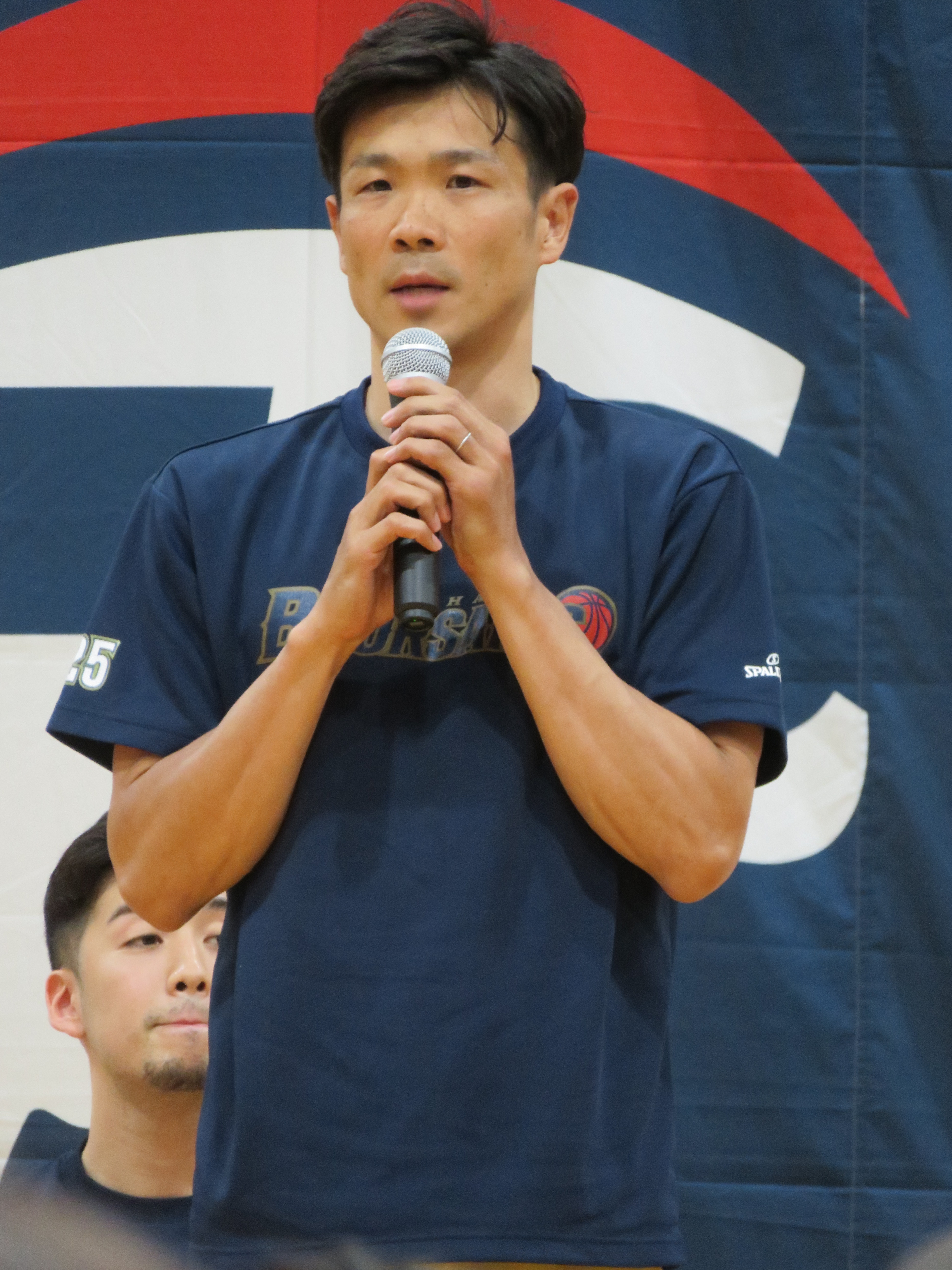
2019-05-19
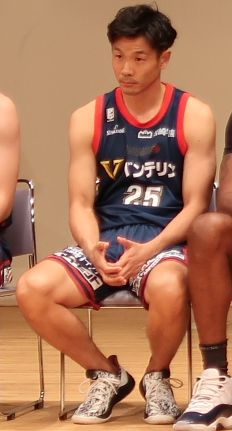
2019-09-27
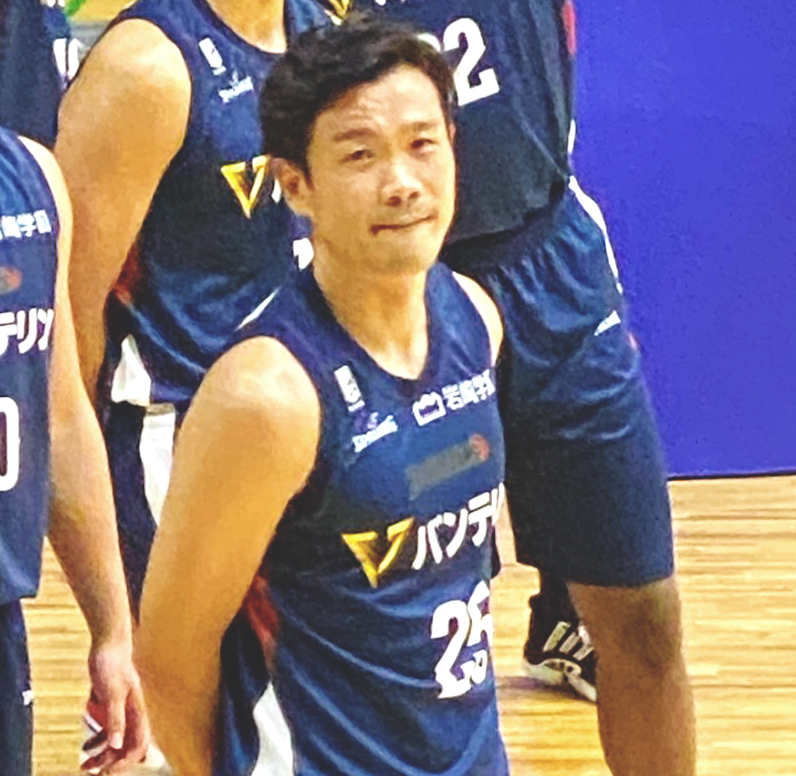
2020-09-25